# Carl Hintz
Carl Hintz,, född omkring 1640, död omkring 1711 i Riga, var en svensk organist och hovkapellist.

## Biografi
Carl Hintz föddes omkring 1640. Han arbetade från 1663 till 1666 som musiker hos Magnus Gabriel de la Gardie och var från 1666 till 1674 hovkapellist i Stockholm. Hintz arbetade som lärare för korgossarna. Han arbetade 1678 som musikant i Storkyrkan, Sankt Nikolai församling och från omkring 1690 även i Tyska S:ta Gertruds församling. 1692 blev han kantor i Jacobs kyrka, Jakob och Johannes församling. Från 1698 till 1699 studerade han hos organisten Johan och sedan hos organisten Kaspar Kemper i Vasa församling. Sistnämnda år försökte han få tjänsten i Jacobs kyrka igen, men nekades den. Han arbetade från 1704 till 1706 som organist i Sorø klosterkyrka och kallades 1708 till Riga av organisten Johann Valentin Meder. Hintz återvände därefter till Stockholm och avled omkring 1711 i Riga.